# Tomazinho Futebol Clube
Tomazinho Futebol Clube é uma agremiação esportiva da cidade de São João de Meriti, no estado do Rio de Janeiro, fundada a 2 de janeiro de 1930. Em 22 de novembro de 2023, o clube foi desfiliado da Federação de Futebol do Estado do Rio de Janeiro.

## História
A arrancada vitoriosa do Filhos de Tomazinho, sua antiga denominação, tem início em 1975, quando após ficar sete anos afastado das disputas da Liga Desportiva de São João de Meriti, retorna e vence o União da Mocidade, atual União Esportiva Coelho da Rocha, na decisão da categoria principal. Nos juniores perde a final para o Trio de Ouro Futebol Clube. O time cruzmaltino novamente conquista a categoria adultos da Liga em 1976, 1977, 1979, 1980, 1981, 1982, 1983 e 1984.
Tendo conquistado o bicampeonato da Liga de Desportos de São João de Meriti, na categoria adultos, ao derrotar na final o Esporte Clube Olarias, o Tomazinho se classifica para disputar o Torneio de Clubes Campeões Municipais, promovido pela Federação Fluminense de Futebol. A equipe cruzmaltina chega à fase semifinal em sua chave e fica a apenas um ponto de diferença do Cotonifício Gasparian Atlético Clube que chega à final e se sagra campeão da competição.
Em 1977, conquista de forma invicta o Troféu Edson Tessier, relativo ao tricampeonato da categoria adultos da Liga de Desportos de São João de Meriti ao vencer o turno e o retorno do certame. O Esporte Clube Olarias foi o vice-campeão.
Em 1978, conquista o Torneio da Amizade, categoria adultos, o qual contou com a participação de três times de São João de Meriti: Esporte Clube Olarias e Éden Futebol Clube e três do Departamento Autônomo: CA São José, Pavunense Futebol Clube e Esporte Clube Anchieta. No mesmo ano perde o primeiro turno do Campeonato Meritiense, categoria adultos, a IV Taça Cidade, para o Esporte Clube Olarias. Ganha o returno do campeonato, mas perde a decisão, nos pênaltis, para o Olarias. Porém, na categoria juvenil, derrota na final o Olarias é se sagra campeão meritiense.
Em 1979, conquista o Torneio da Amizade, o qual contou com equipes de São João de Meriti (Olarias e Éden) e de Nova Iguaçu (Cabuçu Futebol Clube, Atlético Clube Aliados e Associação Atlética Volantes). O Éden foi o vice-campeão, perdendo a final por 3 a 0. Na categoria juvenil também vence o torneio tendo o Éden novamente como segundo colocado.
Em 1981, sob o comando do técnico Abílio, representa o município no Campeonato Estadual de Seleções Municipais, promovido pela FFERJ, alcançando a fase semifinal e capitulando diante do selecionado de Três Rios, que foi à final contra Campos dos Goytacazes.
Estreia no Campeonato Estadual da Terceira Divisão do Rio de Janeiro, em 1982, ficando na terceira colocação de sua chave na fase inicial, não se classificando para a seguinte. Sob as gestões de Josias José da Silva, Ílson Ruiz da Silva e Dário Vicente Serra, o Tomazinho dominara os campeonatos da Liga Desportiva de São João de Meriti a partir de 1975 até 1984, quando se retira para se dedicar exclusivamente ao profissionalismo.
Em 1983, fica em quinto na sua chave e também não se habilita para a fase final do certame. Em 1984, lidera a primeira fase em sua chave e se classifica para a fase final, à qual fica em quinto na classificação geral. Os promovidos foram Clube Esportivo Rio Branco, de Campos e o Royal Sport Club, de Barra do Piraí.

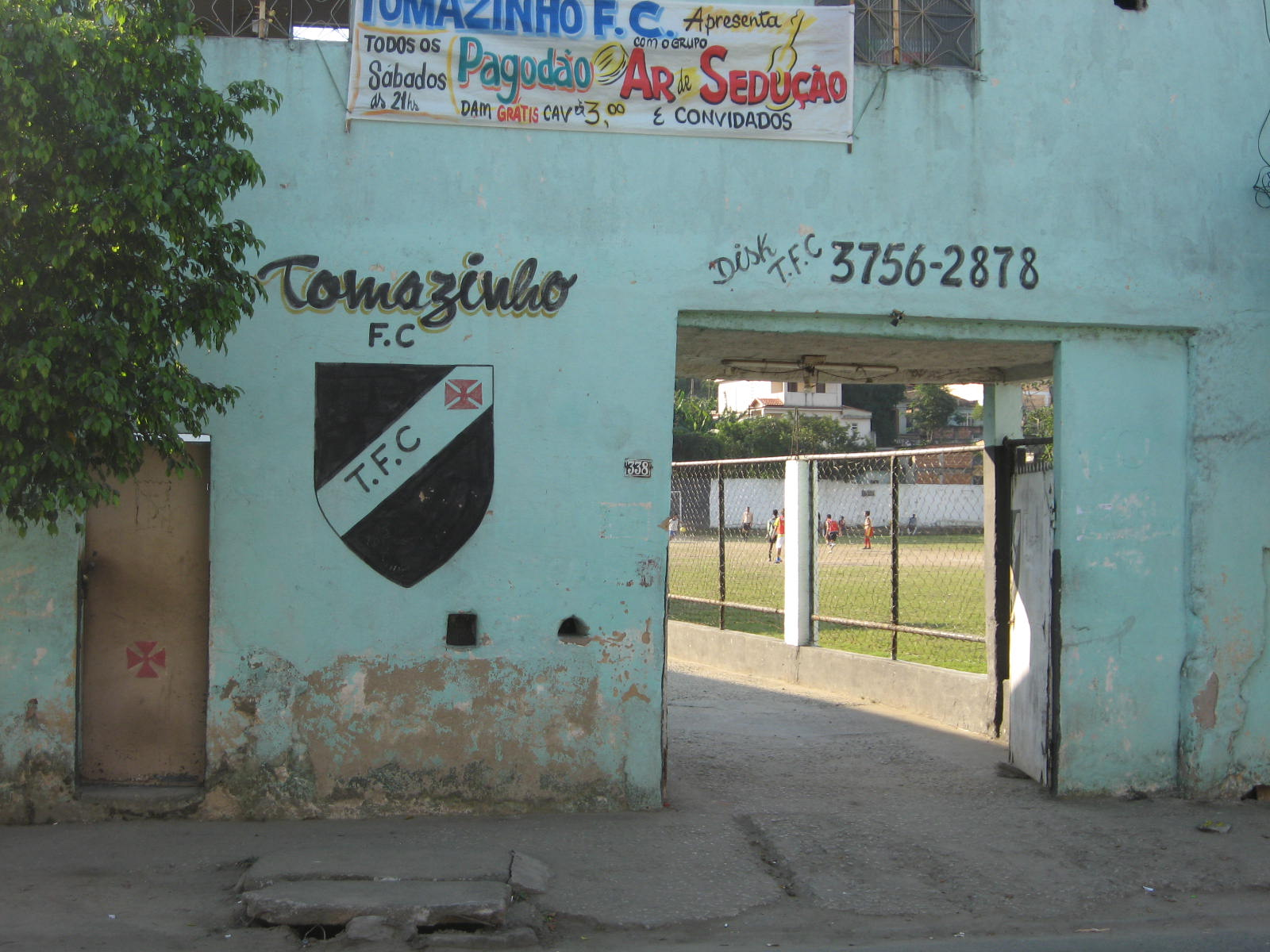
Sede do Tomazinho Futebol Clube

Em 1985, lidera novamente a primeira fase na sua chave, composta de times do Sul do estado e da Baixada Fluminense. Na fase final fica em terceiro lugar, sendo promovidos o Porto Alegre Futebol Clube e o Central Sport Club, de Barra do Piraí.
Em 1986, faz a melhor campanha da sua história. Sagra-se campeão invicto da Terceira Divisão de Profissionais sob o comando técnico de João Paulo Nizzo. Na primeira fase é o segundo colocado, atrás somente da Associação Atlética Volantes. Na fase final é o primeiro colocado, sendo promovido com o vice-campeão Esporte Clube Nova Cidade, que começava a sua heróica trajetória rumo à Primeira Divisão.

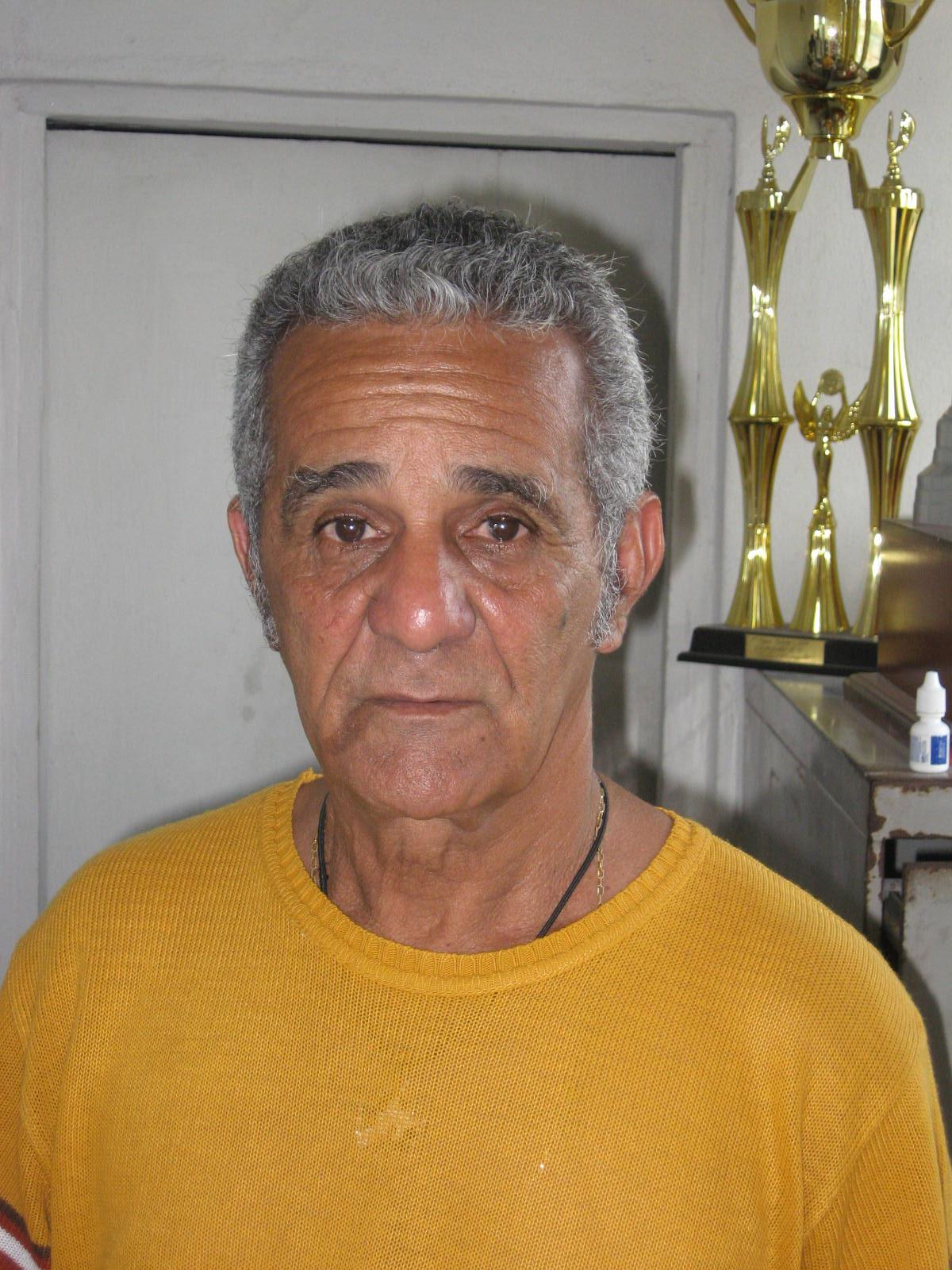
Malaquias Silva de Jesus (Quinha), o presidente.

O clube cruzmaltino de São João de Meriti disputou a Segunda Divisão de 1987 até 1990 com campanhas modestas. Em 1987, fica em último lugar no primeiro turno. No segundo é apenas décimo entre doze equipes. Subiram Volta Redonda Futebol Clube e Friburguense Atlético Clube.
Em 1988, fica em último lugar nos dois turnos em um campeonato composto por quatorze agremiações, que não promoveu o descenso para a Terceira Divisão. Em 1989, é nono colocado entre quatorze equipes no primeiro turno. No segundo, é sétimo.
Em 1990, fica em oitavo, último, no primeiro turno no grupo "A", não se classificando para a fase final.
Em 1991, a FFERJ transformou a Segunda Divisão em Módulo "B" da Primeira, contudo sem haver cruzamento com o grupo "A", composto pelos clubes da elite do futebol do Rio de Janeiro. Somente os doze melhores do campeonato anterior se habilitaram a disputar, ficando de fora o Tomazinho, Rio das Ostras Futebol Clube, Tamoio Futebol Clube e Araruama Esporte Clube, que acabaram compondo a nova Segunda Divisão com vinte e quatro clubes, que foi formada basicamente com os convidados oriundos da Terceira do ano anterior. Nesse novo módulo o Tomazinho ficou em quarto lugar na classificação geral de seu grupo na primeira fase, se classificando para a seguinte. Nesta, que foi dividida em dois grupos de seis equipes, o time de São João de Meriti ficou em último na sua chave. Foram promovidos Saquarema Futebol Clube e Entrerriense Futebol Clube.

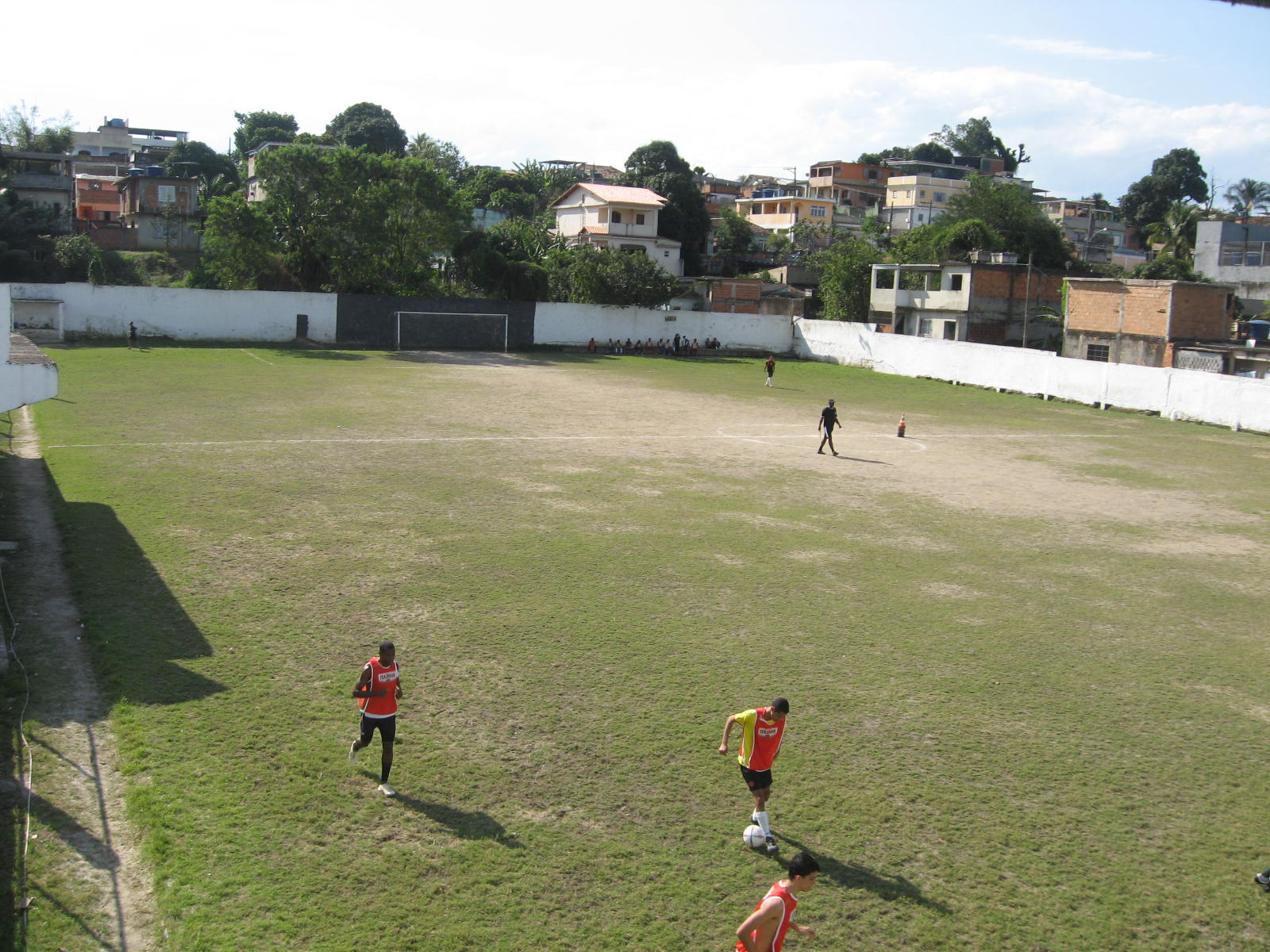
Vista do estádio Josias José da Silva (Beronhão)

Em 1992, é apenas o sexto colocado na sua chave, composta de sete equipes, só superando o Esporte Clube Nova Cidade, já de volta ao ostracismo, após a sua meteórica fase de ascensão que culminou com a chegada à Primeira Divisão.
Em 1993, é apenas sétimo entre oito equipes em sua chave no primeiro turno. No segundo, repete a mesma colocação, ficando longe, muito longe do quadrangular final que deveria promover Bayer Esporte Clube e Barra Mansa Futebol Clube.
Em 1994, sempre na Segunda Divisão, é apenas sexto em uma chave composta de nove agremiações, não passando da primeira fase.
Em 1995, se licencia dos campeonatos de âmbito profissional.
Em 1997, ensaia uma volta, mas acaba não participando do Campeonato Estadual da Segunda Divisão, na prática a Quarta Divisão, visto que o terceiro era Módulo Intermediário e o segundo se chamava Divisão Especial.
Volta apenas aos campeonatos profissionais em 2000 na Quarta Divisão, chamada de Segunda Divisão, ficando na penúltima colocação, sexto entre sete equipes. O campeão foi o Casimiro de Abreu Esporte Clube.
Em 2001, advém um novo período de ausência dos campeonatos profissionais, promovidos pela FERJ.

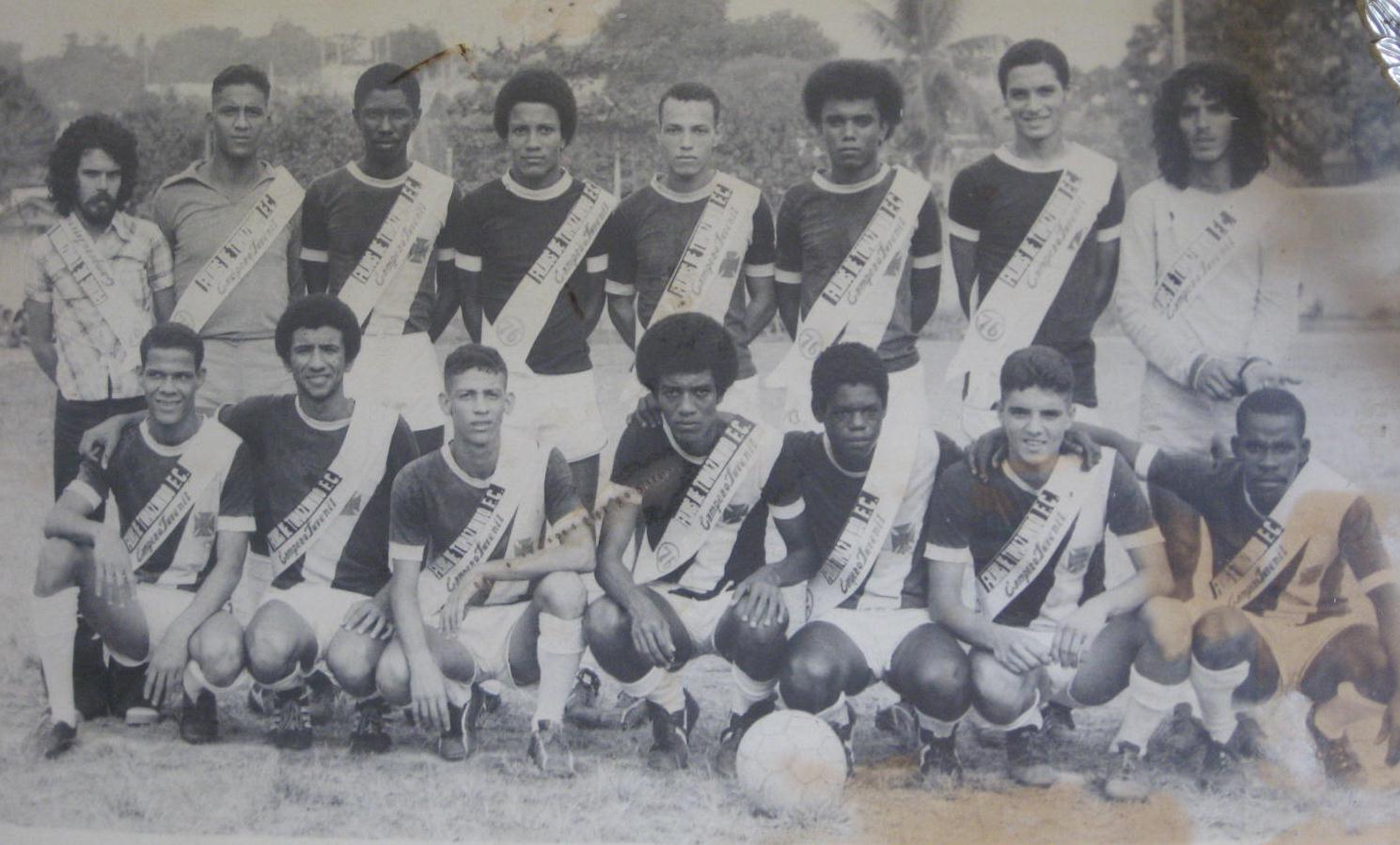
Formação campeã juvenil invicta da Liga de Desportos de São João de Meriti de 1976

Em 2003, retorna à Terceira Divisão. A campanha é ruim e o clube fica em último na sua chave, sendo rebaixado para uma eventual Quarta Divisão que jamais viria a acontecer no ano seguinte.
Em 2004, disputa novamente a Terceira Divisão ficando em quarto lugar em uma chave com cinco equipes. No ano seguinte desiste de participar do campeonato. Em 2006, ensaia uma participação, mas declina com a tabela já divulgada.
Volta em 2008, contudo a campanha é novamente insuficiente. É o penúltimo apenas de sua chave na fase preliminar do campeonato, superando apenas o União Central Futebol Clube.
Em 2009, se licencia do Campeonato Estadual da Terceira Divisão, preferindo disputar o campeonato da Liga Independente de Clubes de São João de Meriti e os certames promovidos pela Liga de Desportos de Nova Iguaçu.
Ainda em 2009, se sagra vice-campeão da Taça de Nova Iguaçu, categoria de juniores, promovida pela Liga de Desportos de Nova Iguaçu, perdendo a finalíssima para o Bayer Esporte Clube.

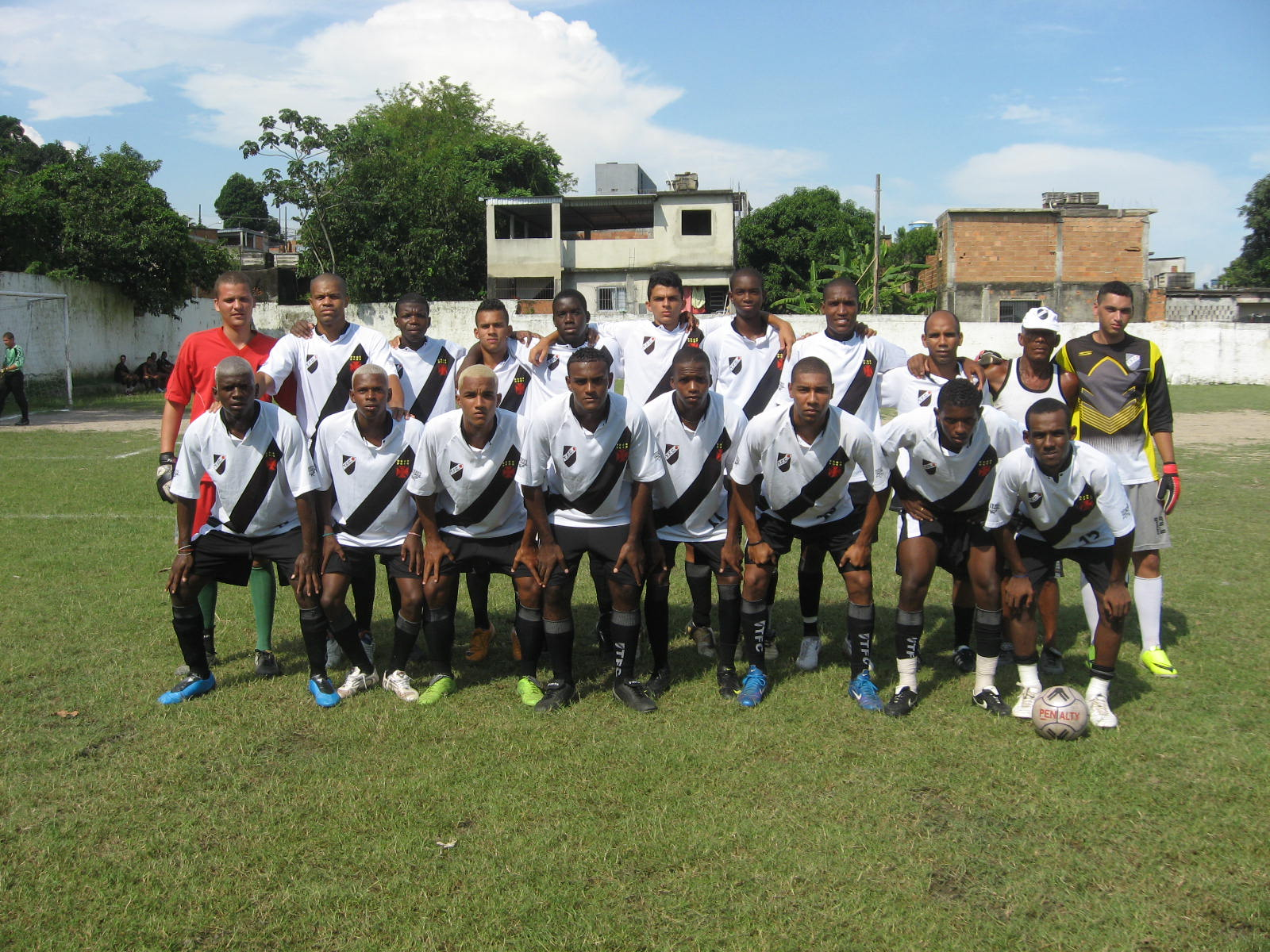
Equipe principal do Tomazinho em 2010

Em 2010, não reúne condições financeiras para disputar o Campeonato Estadual da Série C de Profissionais. Parcela uma dívida de 45 mil reais com a FERJ em trinta prestações de 1.500 reais. O déficit advém do último ano (2008) em que disputou a Terceira Divisão, sendo fruto de uma má parceria. Disputa o Torneio de Verão, certame amador promovido pela Liga de Desportos de Nova Iguaçu.
Em 2014 e em 2016, depois de vários anos disputando torneios amadores municipais, a equipe volta a ativa e disputa o Torneio Amistoso promovido pela FERJ, no primeiro ano a equipe foi eliminada nas quartas de final e no segundo, ela foi eliminada na primeira fase da competição.

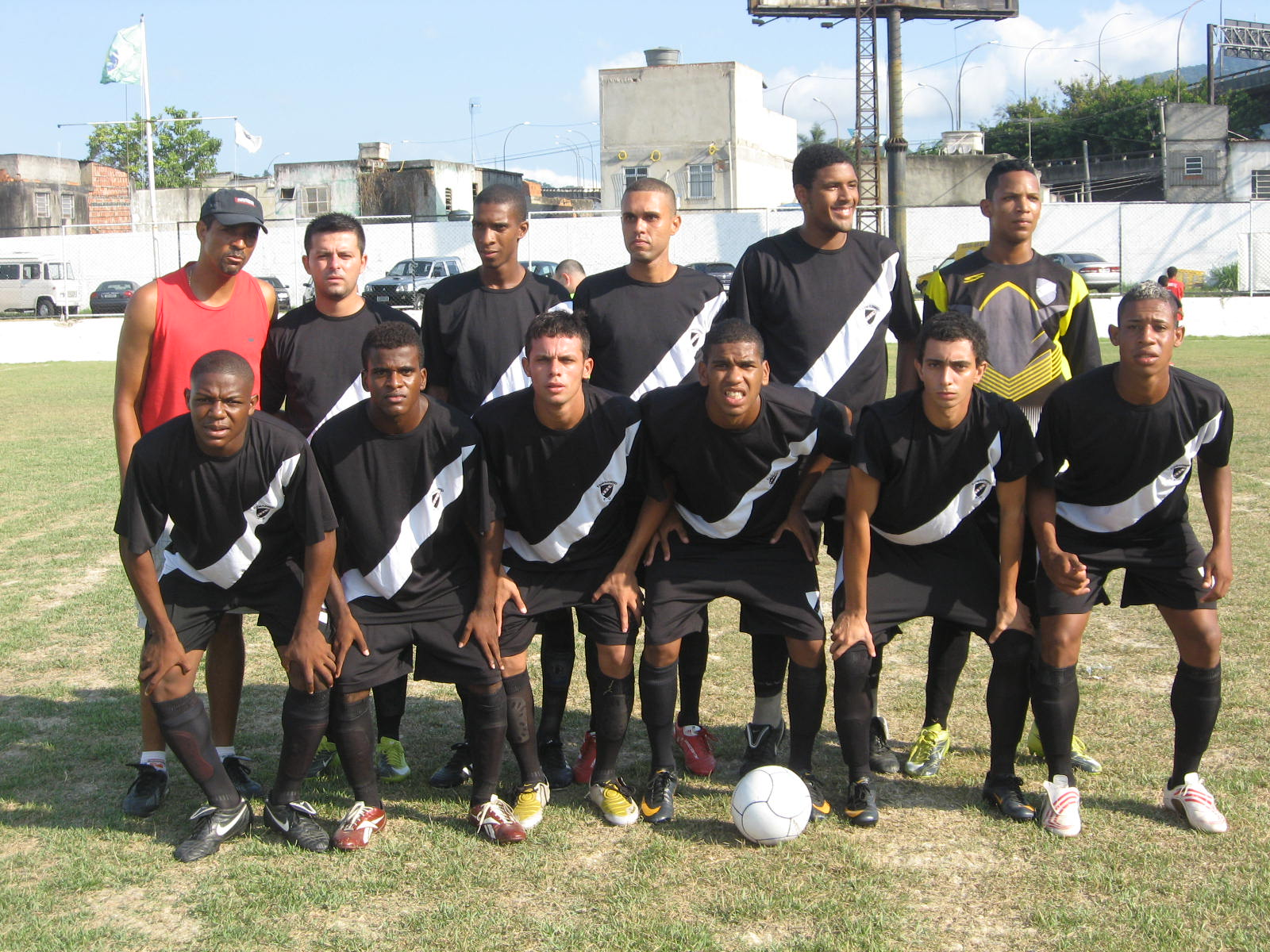
Equipe profissional do Tomazinho em 2011

Em 2017, com a volta da Quarta Divisão promovida pela FFERJ, a equipe disputou o campeonato e ficou em sétimo lugar.
Em 2018, disputa mais uma vez a Quarta Divisão e faz uma campanha de baixo nível, sendo eliminado na primeira fase e vencendo apenas um jogo.
Em 2019, volta a disputar a Quarta Divisão e faz uma campanha bastante abaixo do esperado, sendo eliminado mais uma vez na primeira fase, perdendo quatro jogos e empatando três e não ganhando nenhum jogo sequer na competição.
Em 2020, o clube mais uma vez se licencia das competições da FERJ.
Suas cores são preto e branco, com uma faixa vermelha abaixo da sigla do clube com o nome da cidade. Revelou em 1987, o volante Válber, que após jogar no São Cristóvão de Futebol e Regatas, se destacaria no São Paulo, pela Seleção Brasileira e outros times do Brasil.
Possui praça de esportes própria, o Josias José da Silva (Beronhão), que no entanto, não é mais adequado para jogos oficiais de campeonatos profissionais.

## Campeão Estadual invicto da Terceira Divisão

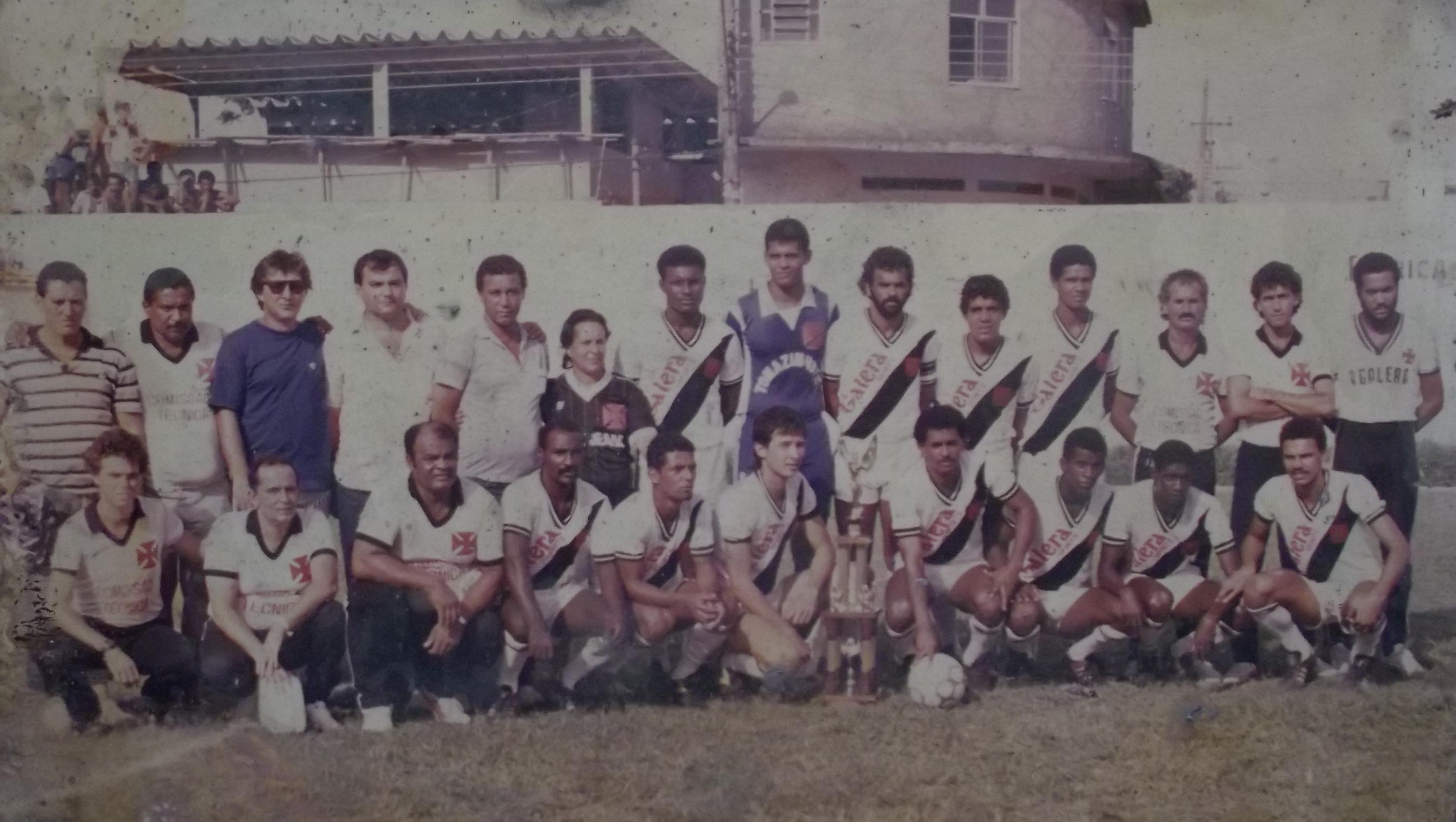
Equipe campeã invicta da Terceira Divisão de 1986

Em 1986, o Tomazinho sagrou-se campeão estadual invicto da Terceira Divisão de Profissionais. Na época a presidência estava a cargo do falecido Ílson Ruiz, o qual contou com o maciço apoio de dirigentes como Eloir Viana, Ílson Martins, José Antonio do Carmo Lopes (Tutuca) e Paulo Sérgio da Silva Fernandes.
Entre os atletas se destacaram Zeca Pagodinho e Tozzi, o qual hoje é treinador. Na vitoriosa campanha Paulo Nizzo foi o técnico e Amandio Augusto Pereira Filho, o preparador físico. Naquele ano Flamengo e Vasco decidiram o Campeonato Estadual numa melhor de quatro jogos no Maracanã. Na terceira partida, Tomazinho e União Esportiva Coelho da Rocha foram convidados a jogar a preliminar: o primeiro, que possui trajes quase idênticos aos do Gigante da Colina, contra o segundo, com um uniforme similar ao São Paulo Futebol Clube.
Ao contrário do Vasco original, que perdeu aquela partida por 2 a 0 e o título para o rival, o Cruzmaltino de São João de Meriti empatou em 0 a 0. Ao término da última fase, somou 14 pontos e se sagrou campeão invicto da competição.

## Títulos

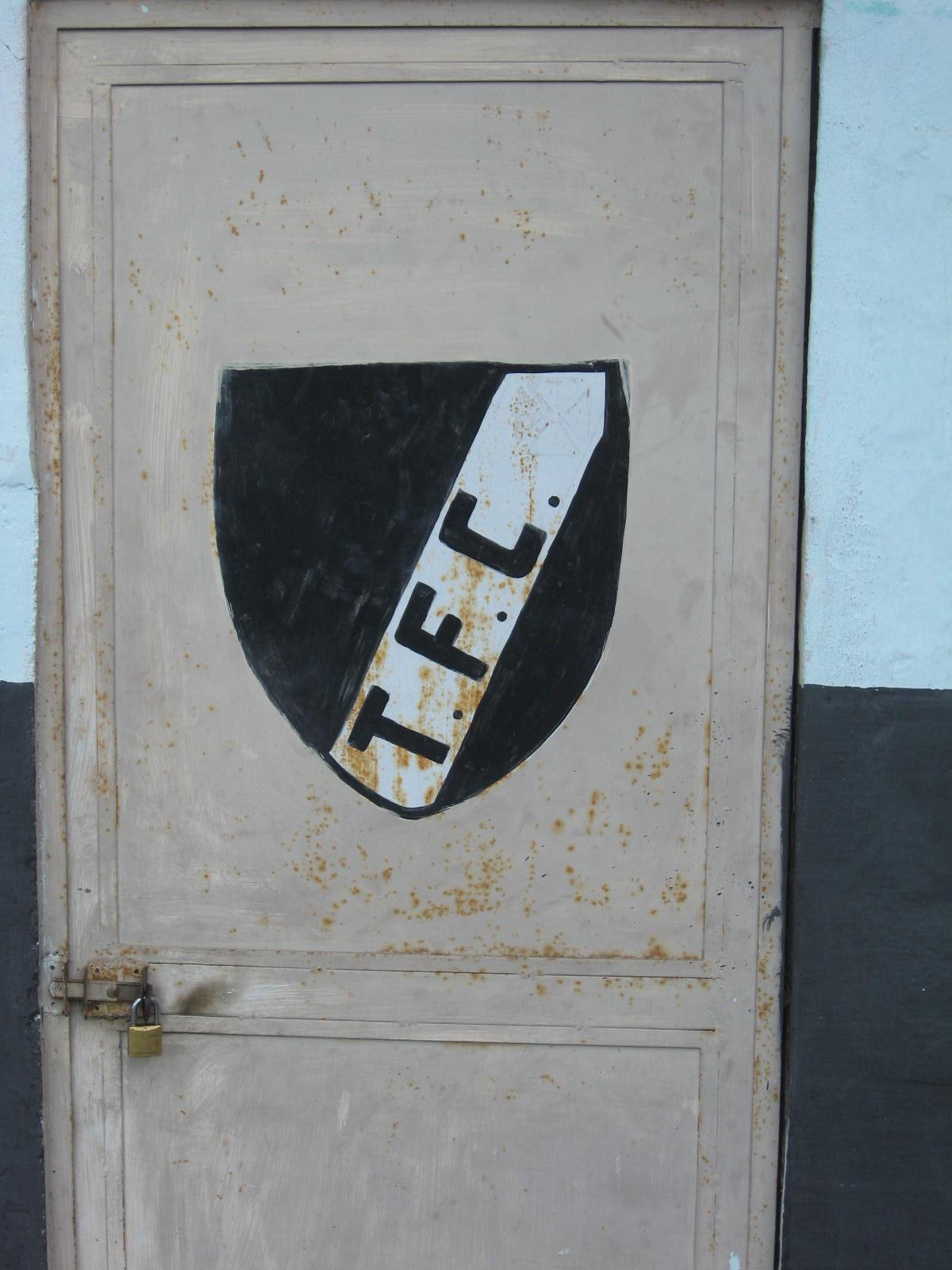
Sala de troféus

| Estaduais                        | Estaduais | Estaduais                                                   | Estaduais |
| Competição                       | Títulos   | Temporadas                                                  |           |
| -------------------------------- | --------- | ----------------------------------------------------------- | --------- |
| Campeonato Carioca - 3ª divisão  | 1         | 1986                                                        |           |
| Municipais                       |           |                                                             |           |
| Competição                       | Títulos   | Temporadas                                                  |           |
| Campeonato de São João de Meriti | 7         | 1975, 1976, 1977, 1979, 1980, 1981, 1982, 1983, 1984 e 1996 |           |
| Copa São João de Meriti          | 2         | 1997 e 1998                                                 |           |
| Taça São João de Meriti          | 1         | 1997 e 1998                                                 |           |
| Troféu Moacir de Carvalho        | 1         | 1984                                                        |           |
| Troféu Edson Barbosa da Cunha    | 1         | 1984                                                        |           |
| Troféu Geraldo Careca            | 1         | 1997                                                        |           |

### Outras categorias
- Hexacampeão da Liga de Desportos de São João de Meriti de adultos: 1979 a 1984;
- 1976 - Campeão invicto da Copa São João de Meriti, válida pelo 1° turno da categoria adultos da Liga de Desportos de São João de Meriti;
- 1976 - Campeão da Copa São João de Meriti, válida pelo 1° turno da categoria juvenil da Liga de Desportos de São João de Meriti;
- 1977 - Copa da Cidade de São João de Meriti, válida pelo 1° turno da categoria adultos da Liga de Desportos de São João de Meriti;
- 1977 - Campeão invicto do returno e do campeonato da categoria adultos da Liga de Desportos de São João de Meriti;
- 1978 - Campeão do Torneio da Amizade, categoria adultos, da Liga Desportiva de São João de Meriti;
- 1978- Vice-campeão da IV Taça Cidade, 1° turno do Campeonato Meritiense, categoria adultos, da Liga de Desportos de São João de Meriti;
- 1978 - Vice-campeão da categoria adultos, da Liga de Desportos de São João de Meriti;
- 1978- Campeão da categoria juvenil da Liga de Desportos de São João de Meriti;
- 1979 - Campeão do Torneio da Amizade, categoria adultos, promovido em conjunto pelas Ligas de São João de Meriti e Nova Iguaçu;
- 1979 - Campeão do Torneio da Amizade, categoria juvenil, promovido em conjunto pelas Ligas de São João de Meriti e Nova Iguaçu;
- 1980 - Campeão de juniores da Liga de Desportos de São João de Meriti;
- 1979 - Campeão invicto do Torneio da Amizade;
- Vice-campeão do Torneio dos Campeões Municipais da Ferj: 1980;
- Campeão da Liga de Desportos de Nova Iguaçu de Juniores: 2008;
- Campeão Juvenil (invicto) da Liga de Desportos de São João de Meriti: 1976;

Campanhas em destaque
- Vice-Campeão da Taça de Nova Iguaçu (Juniores): 2009;
- Vice-campeão do Torneio de Verão da Liga Desportiva de Nova Iguaçu (Juvenil): 2008;
- Vice-Campeão do Torneio 15 de Novembro (Juvenil): 2008;
- Vice-Campeão da Primeira Copa Verão: 2008;
- Vice-campeão da Liga Desportiva de Nova Iguaçu (Juniores): 2007;
- Vice-campeão da Taça Otojanes Coutinho (Masters): 2004;
- Vice-campeão do Primeiro Torneio 15 de Novembro: 1996;
- Campeão da Taça Cidade de Nova Iguaçu (Juniores): 2013;